# LIFE-Boat 4 Sturgeon
Das Projekt LIFE-Boat 4 Sturgeon hat zum Ziel, die vier Stör-Arten Sterlet, Waxdick, Sternhausen und Hausen in der Donau vor dem Aussterben zu bewahren. Es wird im Zeitraum 2022–2030 von staatlichen, städtischen und Umweltschutzorganisationen durchgeführt und vom LIFE-Programm der Europäischen Union gefördert.

## Hintergrund
Seit 200 Millionen Jahren bewohnen Störe die Erde. Lebensraumverlust, das Blockieren der Wanderrouten, Überfischung, Wasserverschmutzung und Hybridisierung gefährden ihren Bestand sehr. Zwei Arten sind bereits lokal ausgestorben. Vier Arten sind vom Aussterben bedroht beziehungsweise stark gefährdet und stehen auf der Roten Liste der IUCN (International Union for the Conservation of Nature and Natural Resources).
Das Projekt LIFE-Boat 4 Sturgeon baut auf dem erfolgreich abgeschlossenen Projekts LIFE Sterlet auf. Rund 240.000 junge Sterlets wurden da auf der Donauinsel nachgezüchtet und ausgewildert.

## Ziele
Das Projekt LIFE-Boat 4 Sturgeon verfolgt das Ziel, die Lebensräume von Stören in der Donau im Zeitraum von 2022 bis 2030 zu erhalten und zu schützen. Dazu gehören Maßnahmen wie die Haltung von Mutterfischen zur Aufzucht von Jungtieren. Muttertiere werden unter anderem am Koros in Ungarn gehalten, ergänzt durch einen Aufzuchtcontainer an der Mur in Slowenien. Ziel ist es, genetisch vielfältige und an die Donau angepasste Muttertierbestände zu etablieren. Die gezielte Vermehrung, Aufzucht und spätere Auswilderung von Jungfischen orientiert sich an deren Anpassungsfähigkeit an natürliche Lebensräume.
Weitere Maßnahmen umfassen den Schutz verbliebener Wildbestände sowie ausgewilderter Jungfische in der Unteren Donau und im Schwarzen Meer. Dabei erfolgt eine Zusammenarbeit mit Fischereibehörden und Informationsarbeit in Gemeinden entlang der Donau. Zur Beobachtung der Bestandsentwicklung wird in allen Projektstaaten ein Monitoringprogramm durchgeführt, das unter anderem Umwelt-DNA-Analysen und Fischmarkierungen umfasst.
Ein ergänzender Bestandteil des Projekts ist die Öffentlichkeitsarbeit. Diese soll dazu beitragen, das Verständnis für die ökologische Bedeutung intakter Flussökosysteme und den Schutz bedrohter Arten wie der Störe zu fördern.

## Projekte
Die MS Negrelli, ein umgebautes Transportschiff, liegt bei der Reichsbrücke in Wien und dient als schwimmende Aufzuchtstation. Sie gilt als einzige ihrer Art in Europa. Das Schiff ist 66 Meter lang, zehn Meter breit und mit 35 Aufzuchtbecken ausgestattet, von denen das größte ein Fassungsvermögen von 110 Kubikmetern besitzt. Pro Sekunde werden 35 Liter Donauwasser durch das Aufzuchtsystem gepumpt.
Ab Sommer 2025 wird das Projekt auch für die Öffentlichkeit erlebbar gemacht. Insgesamt sollen bis zum Jahr 2030 rund 1,6 Millionen Jungfische aufgezogen und in verschiedenen Abschnitten der Donau ausgewildert werden, also 300.000 pro Jahr. Der erste Schlupf des Waxdicks gelang bereits auf dem Schiff. Sterlets werden in den Donau-Auen, der Wachau, im Raum Asten sowie im bayerischen Donauabschnitt aber auch in Ungarn und Slowenien eingesetzt. Bei der Aussetzstrategie wird noch mit verschiedenen Größen zu verschiedenen Zeiten experimentiert: Im Frühling werden zwei bis drei Zentimeter kleine Jungtiere ausgesetzt, gefolgt von weiteren Aussetzungen im Sommer und im Herbst werden ältere Exemplare mit 25 bis 35 Zentimeter Länge ausgewildert.
Die drei anadromen Störarten werden in Rumänien und Bulgarien unterhalb des Eisernen Tors ausgewildert, damit ihnen der Zugang zum Meer offen bleibt. Eine "Fischklingel" um Schleusen passierbar zu machen ist angedacht.
In Österreich erfolgen die Aussetzungen per Boot und ins Ausland erfolgt sie per Spezialanhänger ohne Pausen. Mikrochips überwachen den Erfolg der Aussetzung. 12 gefangene junge Sterlets dürften der erste dokumentierte natürliche Nachwuchs seit 40 Jahren in Österreich sein. Die finalen Gentestergebnisse folgen bald.
Fünf Menschen arbeiten für das Projekt direkt am Schiff, doppelt so viele weitere in Österreich und insgesamt sind international bis zu 30 Helfer beteiligt.